# Ӕ
Ӕ, ӕ е буква от кирилицата. Обозначава ненапрегнато-отворената предна незакръглена гласна /æ/. Използва се в осетинския език, където е 2-рата буква в азбуката. Ӕ е лигатура от други две кирилски букви А и Е.
Буквата Ӕ е аналогична на латинското Æ. Практически в осетинските текстове традиционно се използва латинската буква, а не кирилското ѝ съответствие. Това се обяснява с факта, че малко шрифтове поддържат кирилската версия на буквата. Този прийом се дължи и на по-голямато количество публикувани текстове в интернет, в които е налична латинската версия на буквата. Така например, ако се напише кирилското Ӕ в търсачката Google, ще излязат много по-малко съдържащи я текстове. При интернет комуникацията на осетински често, поради липсата на латинската буква Æ, тя се заменя с Ае, само с А или с кирилската буква Э.

## Кодове
| Буква  | Уникод |
| ------ | ------ |
| Главна | U+04D4 |
| Малка  | U+04D5 |